# Károly Fogl
Károly Fogl, auch Károly Fogoly, Károly Újpesti und Fogl II genannt, (* 19. Jänner 1895 in Újpest, Österreich-Ungarn; † 12. Jänner 1969 in Budapest, Ungarn) war ein ungarischer Fußballspieler und Fußballtrainer, der in den 1920er Jahren zur Stammformation der Nationalmannschaft gehörte.

## Spielerkarriere

### Verein
Fogl begann mit dem Fußballspiel beim Mezei Torna Club und wechselte 1912 zum Újpesti Törekvés Sportegyesület. Zwei Jahre später schloss er sich dem Erstligisten Újpesti TE an, wo er bis zum Ende seiner aktiven Karriere spielen sollte. Er entwickelte sich rasch zu einem der stärksten Verteidiger der Liga und konnte gleichermaßen durch seine physische Stärke als auch durch seine technischen Fähigkeiten überzeugen. Gemeinsam mit seinem Bruder József bildete er ein Defensivpaar, das im europäischen Fußball als Fogl-Sperre (Fogl-gát) bekannt wurde. Im Jahr 1920 wurde er zum Fußballer des Jahres gewählt.
Während seiner aktiven Zeit wurde der ungarische Fußball von den beiden Traditionsklubs FTC und MTK dominiert, für Újpest reichte es meist für zweite oder dritte Plätze. Auch im Cupfinale musste man sich nicht weniger als viermal den beiden Rivalen geschlagen geben. Erst 1929/30, in Fogls letzter Saison bei den Violetten, als er kaum noch zu Einsätzen kam, gelang schließlich der erste Meistertitel in der Vereinsgeschichte. 1931 war er noch kurzzeitig beim Vasas SC tätig.

### Nationalmannschaft

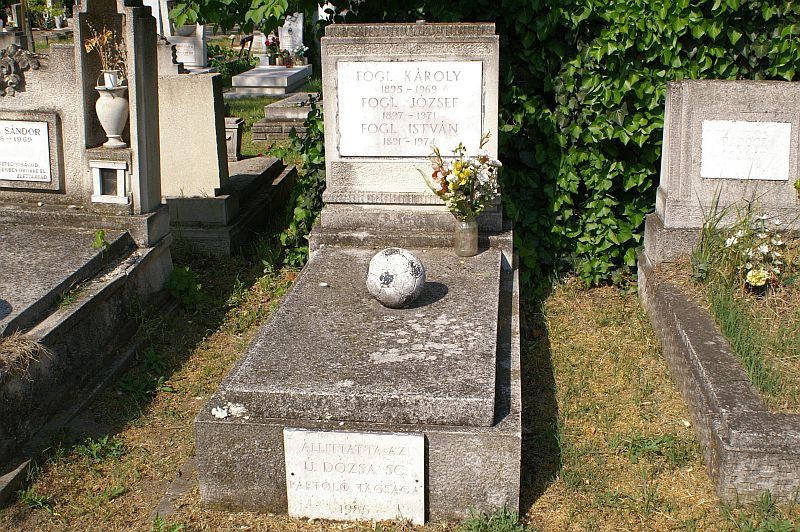
Grab

Sein Debüt in der Verteidigung der Nationalmannschaft gab Fogl an der Seite von Gyula Feldmann im Juni 1918 bei einem 2:0 gegen Österreich in Wien. Im November 1920 lief er erstmals mit seinem Bruder auf, mit dem er auch den Großteil seiner Länderspiele bestritt. Ein weiterer häufiger Defensivpartner war Gyula Mándi, mit dem er auch bei den Olympischen Spielen 1924 antrat. Auch am erstmals ausgetragenen Nationencup nahm er teil, jedoch belegten die Ungarn nur den enttäuschenden vierten Platz. Sein letztes Spiel für Ungarn erfolgte im Rahmen dieses Bewerbes gegen die Schweiz im April 1929. Insgesamt vertrat Fogl sein Land in 51 Länderspielen und erzielte dabei zwei Tore.

## Trainerkarriere
Nach Ende seiner aktiven Zeit schlug Fogl die Trainerlaufbahn ein und ging nach Bulgarien, wo er mit dem Sportklub Sofia 1935 den Meistertitel holte und die Nationalmannschaft betreute, wobei er allerdings in der Qualifikation zur Fußball-Weltmeisterschaft 1934 scheiterte. Danach war er in Rumänien für Juventus Bukarest tätig, ehe er den Zweitligisten Győri ETO in die höchste ungarische Spielklasse führte. Ab 1938 sowie abermals nach dem Zweiten Weltkrieg trainierte er Warta Posen und führte die Mannschaft 1947 zum polnischen Meistertitel.

## Erfolge
- 1× Ungarischer Meister: 1929/30
- 3× Ungarischer Vizemeister: 1920/21, 1922/23, 1926/27
- 4× Ungarischer Pokalfinalist: 1921/22, 1922/23, 1924/25, 1926/27
- 1× Bulgarischer Meister: 1935 (Trainer)
- 1× Polnischer Meister: 1947 (Trainer)
- 51 Spiele und zwei Tore für die ungarische Fußballnationalmannschaft: 1918–1929